# Erwin Pajonk
Erwin Pajonk (* 10. Februar 1928) ist ein deutscher ehemaliger Fußballtorwart, der langjährig für den Meidericher SV antrat und für diesen 132 Begegnungen in der Oberliga West bestritt.

## Karriere
Pajonk zählte beim Meidericher SV zu den ersten Spielern, die nach dem Ende des Zweiten Weltkriegs wieder für den Verein auf dem Platz standen. Auf der Torwartposition hatte er durch seinen Mitspieler Girath allerdings einen Konkurrenten, weswegen er damals nicht durchgehend zum Einsatz kam. Aufgrund der schwierigen Gesamtlage im stark zerstörten Ruhrgebiet gab es in der Spielzeit 1945/46 keinen regulären Ligenbetrieb, sondern lediglich eine Duisburger Stadtmeisterschaft, in welcher sich der MSV gegen den Hauptrivalen Duisburger Spielverein durchsetzen konnte. Ab 1949 war die Mannschaft Mitglied der 2. Liga West, in welcher sie um den Aufstieg in die Oberliga mitspielte. Die Oberliga stellte im damals noch regional begrenzten Ligensystem die höchste Spielklasse dar. Mit Walter Tannemann gab es zu dieser Zeit einen Mitbewerber um die Rolle des Stammtorwarts. Dieser erhielt anfangs meist den Vorzug, doch konnte Pajonk sich während der Saison 1950/51 durchsetzen. Am Ende seines ersten Jahrs als erster Torhüter wurde er mit der Mannschaft Meister, was den angestrebten Aufstieg in die erste Liga zur Folge hatte.
In der Oberliga konnte sich der MSV in den ersten Jahren etablieren, wobei Pajonk seine Rolle behaupten konnte. Bekanntheit erlangte in den 1950er-Jahren sein Ritual, vor Spielbeginn das Plüschzebra seines Sohnes – in Anlehnung an das Vereinsmaskottchen – im Tornetz zu platzieren Anfang März 1952 erlitt er allerdings einen Jochbeinbruch und musste anschließend monatelang durch Tannemann und Wilhelm Faust – der mit ihm auch in den nachfolgenden Jahren um die Torwartposition konkurrierte – vertreten werden. 1955 musste er den Abstieg seiner Mannschaft hinnehmen, ehe im darauffolgenden Jahr wieder der Aufstieg gelang. Im Vorfeld der Spielzeit 1956/57 wurde mit Hans-Joachim Sommer ein Torwart verpflichtet, der ihn aus der ersten Elf verdrängen konnte. Allerdings rückte Pajonk unter anderem bei Verletzungen Sommers immer wieder als Stellvertreter nach. Für die Dauer der Saison 1959/60 konnte er Sommer sogar ganz verdrängen. Daran anschließend diente er wieder als Reservist für den neu verpflichteten Schlussmann Erich Staude, ehe er zur Sommerpause 1961 seine Laufbahn nach 132 Oberligapartien sowie 57 Begegnungen in der 2. Liga West beendete. Nach dem Ende seiner Zeit als Vertragsspieler war er als Amateur weiterhin für den Meidericher SV aktiv.